# Cantó d'Auson
El cantó d'Auson és un cantó francès del departament de l'Alt Loira, situat al districte de Briude. Té 12 municipis i el cap és Auson.

## Municipis
- Agnat
- Auson
- Azérat
- Champagnac-le-Vieux
- Chassignolles
- Frugères-les-Mines
- Lempdes-sur-Allagnon
- Sainte-Florine
- Saint-Hilaire
- Saint-Vert
- Vergongheon
- Vézézoux

## Història
| Data d'elecció                           | Identitat      | Partit           | Qualitat |
| ---------------------------------------- | -------------- | ---------------- | -------- |
| 1967-1979                                | M. Vallier     | SFIO, després PS |          |
| 1979-1992                                | Gabriel Gay    | PS               |          |
| 1992-1998                                | Roland Rivière | UDF              |          |
| 1998-2004                                | Gabriel Gay    | PS               |          |
| 2004-                                    | Nicole Chassin | PS               |          |
| les dades anteriors no són pas conegudes |                |                  |          |
|                                          |                |                  |          |